# Franzburg
Franzburg település Németországban, Mecklenburg-Elő-Pomeránia tartományban. Lakosainak száma 1353 fő (2023. december 31.).

## Népesség
A település népességének változása:
| Lakosok száma | 1394 | 1344 | 1367 | 1367 | 1353 |
|               | 2017 | 2019 | 2021 | 2022 | 2023 |